# Laoxin Zhen (ort i Kina, Hubei Sheng, lat 30,19, long 112,85)
Laoxin Zhen (kinesiska: 老新镇) är en ort i Kina. Den ligger i provinsen Hubei, i den centrala delen av landet, omkring 140 kilometer väster om provinshuvudstaden Wuhan. Antalet invånare är 53 600. Befolkningen består av 26 245 kvinnor och 27 355 män. Barn under 15 år utgör 13,0 %, vuxna 15-64 år 77 %, och äldre över 65 år 8,0 %.
Runt Laoxin Zhen är det ganska tätbefolkat, med 248 invånare per kvadratkilometer. Närmaste större samhälle är Xingou, 11,7 km sydost om Laoxin Zhen. Trakten runt Laoxin Zhen består till största delen av jordbruksmark.
Genomsnittlig årsnederbörd är 1 358 millimeter. Den regnigaste månaden är april, med i genomsnitt 208 mm nederbörd, och den torraste är december, med 21 mm nederbörd.